# Bertrand III des Baux
Bertrand III des Baux (également connu sous le nom de Bertrando Del Balzo) était le 3e comte d'Andria et Squillace (issu des Baux de Berre). Il est né en août 1295 à Andria, en Italie, de Bertrand II des Baux et de Bérengère d'Andria.
Il épousa en premières noces, Béatrice, fille de Charles II, roi de Naples, en 1309. De cette union naquit une fille, Marie des Baux, femme du dernier dauphin héréditaire du Viennois, Humbert II.
Il épousa en secondes noces, Marguerite d'Aulnay, dame de Teano et Carinola, fille de Robert d'Aulnay de Teano, vers 1324, et de cette union naquirent :
- François des Baux, duc d'Andria, comte de Montescaglioso et de Squillace, et seigneur de Berre, de Mison et de Tiano. Il eut trois épouses : Luisa de San Severino de Marsico, Marguerite de Tarente et Sueva Orsini di Nola (sœur de Raimondello ci-dessous) ;
- Blanche des Baux ou Bianca del Balzo ;
- Isabelle des Baux ou Isabella del Balzo, épouse d'Antonio Sanseverino, comte di Marsico (frère de Luisa ci-dessus : deux des enfants de Tommaso III, lui-même fils d'Enrico et petit-fils de Tommaso II Sanseverino) ;
- Sancie des Baux ou Sancia del Balzo, femme de Jean d'Enghien, comte de Lecce, et mère de Marie d'Enghien de Lecce qui épouse 1° Raimondello Orsini del Balzo (di Nola) (des Ursins des Baux de Nola), prince de Tarente, et 2° le roi Ladislas de Naples.

Il mourut le 15 septembre 1347 (ou 1351) à Naples, en Italie, et fut enterré à la San Domenico Maggiore.